# Grand-Fayt
Grand-Fayt est une commune française située dans le département du Nord, en région Hauts-de-France.

## Géographie
Grand-Fayt se situe dans le sud-est du département du Nord (Hainaut) en plein cœur du Parc naturel régional de l'Avesnois.
L'Avesnois est connu pour ses prairies, son bocage et son relief un peu vallonné dans sa partie sud-est (début des contreforts des Ardennes), dite « petite Suisse du Nord ». La commune est traversée par l'Helpe Mineure, affluent de la Sambre.
Grand-Fayt fait partie administrativement de l'Avesnois, historiquement du Hainaut et ses paysages rappellent la Thiérache.
La commune se trouve à 100 km de Lille (préfecture du Nord), Bruxelles (Belgique) ou Reims (Marne), à 45 km de Valenciennes, Mons (B) ou Charleroi (B) et à 10 km d'Avesnes-sur-Helpe (sous-préfecture). Le village est bordé par la commune de Petit-Fayt.
La Belgique se trouve à 17 km et le département de l'Aisne à 10 km.

### Communes limitrophes
Les communes limitrophes sont Taisnières-en-Thiérache, Marbaix, Maroilles, Petit-Fayt et Prisches.
| Maroilles | Taisnières-en-Thiérache | Marbaix    |
|           | Grand-Fayt              |            |
| Prisches  |                         | Petit-Fayt |

### Hydrographie

#### Réseau hydrographique
La commune est située dans le bassin Artois-Picardie. Elle est drainée par l'Helpe Mineure, le ruisseau du Sart ou Helpe Mineure, la Ferme des Longues Bornes, l'Arbre Sec, le Campiau, le Riot de Prisches, le ruisseau Rieux sart, les Ponts,,.
L'Helpe Mineure, d'une longueur de 50 km, prend sa source dans la commune de Ohain et se jette  dans la Sambre canalisée à Locquignol, après avoir traversé douze communes. Les caractéristiques hydrologiques de l'Helpe Mineure sont données par la station hydrologique située sur la commune. Le débit moyen mensuel est de 3,56 m3/s. Le débit moyen journalier maximum est de 63,7 m3/s, atteint lors de la crue du 6 janvier 2001. Le débit instantané maximal est quant à lui de 74,9 m3/s, atteint le 21 décembre 1993.

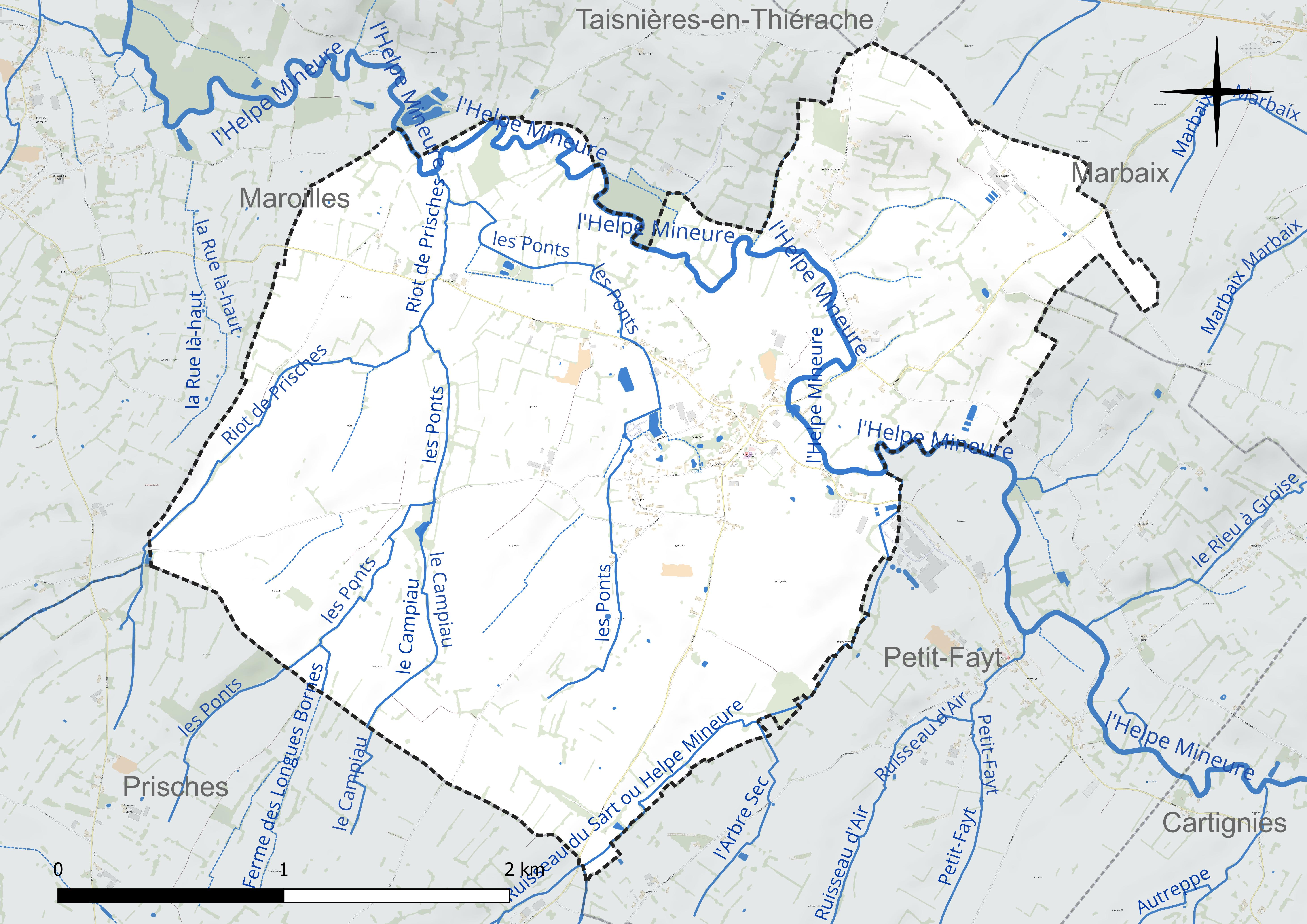
Réseau hydrographique de Grand-Fayt.

#### Gestion et qualité des eaux
Le territoire communal est couvert par le schéma d'aménagement et de gestion des eaux (SAGE) « Sambre ». Ce document de planification concerne un territoire de 1 253 km2 de superficie, délimité par le bassin versant de la Sambre. Le périmètre a été arrêté le 1er novembre 2003 et le SAGE proprement dit a été approuvé le 21 septembre 2012, puis modifié le 18 août 2022. La structure porteuse de l'élaboration et de la mise en œuvre est le syndicat mixte du Parc naturel régional de l'Avesnois.
La qualité des cours d'eau peut être consultée sur un site dédié géré par les agences de l'eau et l'Agence française pour la biodiversité.

### Climat
Pour des articles plus généraux, voir Climat des Hauts-de-France et Climat du Nord.
En 2010, le climat de la commune est de type climat des marges montargnardes, selon une étude du CNRS s'appuyant sur une série de données couvrant la période 1971-2000. En 2020, Météo-France publie une typologie des climats de la France métropolitaine dans laquelle la commune est exposée à un climat océanique altéré et est dans la région climatique Nord-est du bassin Parisien, caractérisée par un ensoleillement médiocre, une pluviométrie moyenne régulièrement répartie au cours de l'année et un hiver froid (3 °C).
Pour la période 1971-2000, la température annuelle moyenne est de 9,8 °C, avec une amplitude thermique annuelle de 15,2 °C. Le cumul annuel moyen de précipitations est de 842 mm, avec 12,9 jours de précipitations en janvier et 10 jours en juillet. Pour la période 1991-2020, la température moyenne annuelle observée sur la station météorologique la plus proche, située sur la commune de Saint-Hilaire-sur-Helpe à 8 km à vol d'oiseau, est de 10,5 °C et le cumul annuel moyen de précipitations est de 802,4 mm,. Pour l'avenir, les paramètres climatiques de la commune estimés pour 2050 selon différents scénarios d'émission de gaz à effet de serre sont consultables sur un site dédié publié par Météo-France en novembre 2022.

## Urbanisme

### Typologie
Au 1er janvier 2024, Grand-Fayt est catégorisée commune rurale à habitat dispersé, selon la nouvelle grille communale de densité à sept niveaux définie par l'Insee en 2022.
Elle est située hors unité urbaine. Par ailleurs la commune fait partie de l'aire d'attraction d'Avesnes-sur-Helpe, dont elle est une commune de la couronne,. Cette aire, qui regroupe 14 communes, est catégorisée dans les aires de moins de 50 000 habitants,.

### Occupation des sols

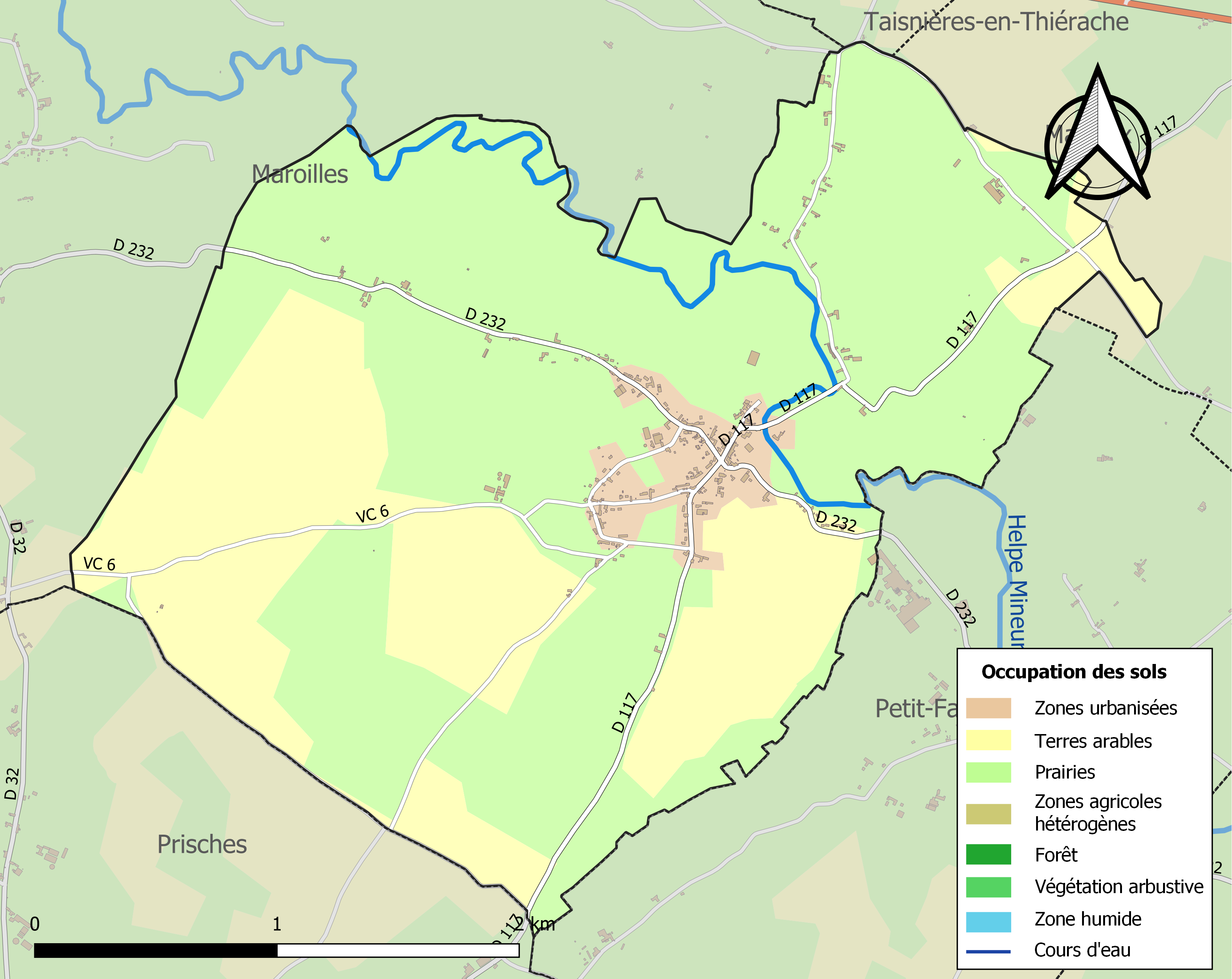
Carte des infrastructures et de l'occupation des sols de la commune en 2018 (CLC).

L'occupation des sols de la commune, telle qu'elle ressort de la base de données européenne d'occupation biophysique des sols Corine Land Cover (CLC), est marquée par l'importance des territoires agricoles (95,8 % en 2018), une proportion identique à celle de 1990 (95,8 %). La répartition détaillée en 2018 est la suivante : 
prairies (65,7 %), terres arables (30,2 %), zones urbanisées (4,2 %). L'évolution de l'occupation des sols de la commune et de ses infrastructures peut être observée sur les différentes représentations cartographiques du territoire : la carte de Cassini (XVIIIe siècle), la carte d'état-major (1820-1866) et les cartes ou photos aériennes de l'IGN pour la période actuelle (1950 à aujourd'hui).

### Habitat et logement
En 2020, le nombre total de logements dans la commune était de 206, alors qu'il était de 210 en 2015 et de 202 en 2010.
Parmi ces logements, 91,3 % étaient des résidences principales, 2,9 % des résidences secondaires et 5,8 % des logements vacants. Ces logements étaient pour 98,5 % d'entre eux des maisons individuelles et pour 1 % des appartements.
Le tableau ci-dessous présente la typologie des logements à Grand-Fayt en 2020 en comparaison avec celle du Nord et de la France entière. Une caractéristique marquante du parc de logements est ainsi une proportion de résidences secondaires et logements occasionnels (2,9 %) supérieure à celle du département (1,7 %) mais inférieur à celle de la France entière (9,7 %). Concernant le statut d'occupation de ces logements, 79,3 % des habitants de la commune sont propriétaires de leur logement (75,4 % en 2015), contre 54,5 % pour le Nord et 57,5 pour la France entière.
| Typologie                                               | Grand-Fayt | Nord | France entière |
| ------------------------------------------------------- | ---------- | ---- | -------------- |
| Résidences principales (en %)                           | 91,3       | 90,7 | 82,1           |
| Résidences secondaires et logements occasionnels (en %) | 2,9        | 1,7  | 9,7            |
| Logements vacants (en %)                                | 5,8        | 7,7  | 8,2            |

## Toponymie
Le nom de la localité est attesté sous la forme Fagetus en 921, Fayt-Château en 1769 (sur la carte du diocèse de Cambrai par Villaret).
Il s'agit d'un toponyme gallo-roman du type FAGETU « hêtraie, lieu où poussent des hêtres » (latin fagetum,), qui se décompose en FAGU « hêtre » du latin fagus, d'où le français régional fou, fau « hêtre », suivi du suffixe collectif -ETU (autrement donné sous la forme -etum), d'origine latine ou gauloise. Il sert à désigner « un ensemble d'arbres appartenant à la même espèce », la forme féminine -ETA a abouti au suffixe français moderne -aie (hêtraie, chênaie, etc.). FAGETU a régulièrement abouti à fay, fy « hêtraie » en ancien français,. Le t final graphique latinise.
La séparation de Fayt en Petit- et Grand- est postérieure au Xe siècle.

## Histoire

### Moyen Âge
- 843 : avec le traité de Verdun, le partage de l'empire carolingien entre les trois petits-fils de Charlemagne octroie à Lothaire I, la Francie médiane qui comprend le Hainaut dont fait partie le village.
- 855 : avec le traité de Prüm qui partage la Francie médiane entre les trois fils de Lothaire I, le Hainaut est rattaché à la Lotharingie dont hérite Lothaire II.
- 870 : avec le traité de Meerssen après la mort de Lothaire II, une partie de la Lotharingie dont fait partie le Hainaut est rattachée à la Francie occidentale.
- 880 : avec le traité de Ribemont en 880, le Hainaut est rattaché à la Francie orientale qui deviendra le Saint-Empire romain germanique en 962.

Charles III le Simple confirme, par un acte de 921, l'établissement de Grand-Fayt désigné comme un simple lieu-dit. L'endroit est probablement défriché depuis peu. Vers 1050, le seigneur d'Avesnes, Wédric le Barbu installe une tour fortifiée dans la commune, au milieu d'un marécage. Il n'en reste aujourd'hui aucune trace. Grand-Fayt s'appelait alors Fayt le château et Petit-Fayt, Fayt Ville.

### Époque contemporaine
La commune, instituée par la Révolution française sous le nom de Grand Fayt (en 1793) et de Fayt-Grand (en 1801, absorbe avant 1806 celle de Petit-Fayt et porte alors le nom de Les Fayts. En 1845, Petit Fayt redevient une commune autonome et Grand Fayt reprend son nom traditionnel.
Le 28 octobre 1907 est mise en service la ligne de chemin de fer Avesnes-sur-Helpe - Solesmes via Landrecies (47 km). La ligne comporte une station dans la Commune. Un service régulier des voyageurs est assuré. En août 1914, le trafic voyageur est interrompu. En 1916, pendant l'occupation allemande, les rails sont démontés. La ligne de chemin de fer est dans l'impossibilité de fonctionner.

## Politique et administration

### Rattachements administratifs et électoraux

#### Rattachements administratifs
La commune se trouve dans l'arrondissement d'Avesnes-sur-Helpe du département du Nord.
Elle faisait partie depuis 1801 du canton d'Avesnes-sur-Helpe-Sud. Dans le cadre du redécoupage cantonal de 2014 en France, cette circonscription administrative territoriale a disparu, et le canton n'est plus qu'une circonscription électorale.

#### Rattachements électoraux
Pour les élections départementales, la commune fait partie depuis 2014 du canton d'Avesnes-sur-Helpe
Pour l'élection des députés, elle fait partie de la douzième circonscription du Nord.

### Intercommunalité
Grand-Fayt était membre de la communauté de communes rurales des Deux Helpes, un établissement public de coopération intercommunale (EPCI) à fiscalité propre créé en 1992 et auquel la commune avait transféré un certain nombre de ses compétences, dans les conditions déterminées par le code général des collectivités territoriales.
Conformément aux prescriptions de la loi de réforme des collectivités territoriales du 16 décembre 2010, qui a prévu le renforcement et la simplification des intercommunalités et la constitution de structures intercommunales de grande taille, cette intercommunalité a fusionné avec ses voisines pour former, le 1er janvier 2012, la communauté de communes du Cœur de l'Avesnois, dont est désormais membre la commune.

### Liste des maires
| Période                                  | Période                   | Identité                | Étiquette | Qualité                         |
| ---------------------------------------- | ------------------------- | ----------------------- | --------- | ------------------------------- |
| Les données manquantes sont à compléter. |                           |                         |           |                                 |
|                                          |                           |                         |           |                                 |
| avant 1802                               | 1808                      | Nic. Gosse              |           |                                 |
|                                          |                           |                         |           |                                 |
| mai 1900                                 | mai 1904                  | Alban Prangère          |           |                                 |
| mai 1904                                 | mai 1912                  | Léger Berlaymont        |           |                                 |
| mai 1912                                 | mai 1945                  | Omer Delleaux           |           |                                 |
| mai 1945                                 | mars 1965                 | Raymond Larousserie     |           |                                 |
| mars 1965                                | 1998                      | Jean Larousserie        |           |                                 |
| 1998                                     | mars 2001                 | Marie-Françoise Leblond |           |                                 |
| mars 2001                                | août 2002                 | Edgard Bouleau          |           | Mort en fonction                |
| août 2002                                | mars 2014                 | Claude Gaveriaux        |           |                                 |
| mars 2014                                | juillet 2020,             | Jean-Paul Sculfort      |           | Clerc de notaire                |
| juillet 2020                             | En cours (au 6 juin 2023) | Thierry Thiroux         |           | Employé de la fonction publique |

## Population et société

### Démographie

#### Évolution démographique
L'évolution du nombre d'habitants est connue à travers les recensements de la population effectués dans la commune depuis 1793. Pour les communes de moins de 10 000 habitants, une enquête de recensement portant sur toute la population est réalisée tous les cinq ans, les populations de référence des années intermédiaires étant quant à elles estimées par interpolation ou extrapolation. Pour la commune, le premier recensement exhaustif entrant dans le cadre du nouveau dispositif a été réalisé en 2004.

En 2022, la commune comptait 471 habitants, en évolution de −7,28 % par rapport à 2016 (Nord : +0,51 %, France hors Mayotte : +2,11 %).
| 1793 | 1800 | 1806 | 1821 | 1831 | 1836 | 1841  | 1846 | 1851 |
| ---- | ---- | ---- | ---- | ---- | ---- | ----- | ---- | ---- |
| 810  | 816  | 845  | 964  | 995  | 991  | 1 032 | 593  | 615  |

| 1856 | 1861 | 1866 | 1872 | 1876 | 1881 | 1886 | 1891 | 1896 |
| ---- | ---- | ---- | ---- | ---- | ---- | ---- | ---- | ---- |
| 595  | 596  | 586  | 572  | 569  | 584  | 590  | 563  | 533  |

| 1901 | 1906 | 1911 | 1921 | 1926 | 1931 | 1936 | 1946 | 1954 |
| ---- | ---- | ---- | ---- | ---- | ---- | ---- | ---- | ---- |
| 549  | 543  | 538  | 518  | 503  | 459  | 471  | 489  | 498  |

| 1962 | 1968 | 1975 | 1982 | 1990 | 1999 | 2004 | 2006 | 2009 |
| ---- | ---- | ---- | ---- | ---- | ---- | ---- | ---- | ---- |
| 499  | 476  | 460  | 426  | 420  | 446  | 455  | 463  | 511  |

| 2014 | 2019 | 2022 | - | - | - | - | - | - |
| ---- | ---- | ---- | - | - | - | - | - | - |
| 509  | 482  | 471  | - | - | - | - | - | - |

#### Pyramide des âges
La population de la commune est relativement jeune.
En 2018, le taux de personnes d'un âge inférieur à 30 ans s'élève à 36,7 %, soit en dessous de la moyenne départementale (39,5 %). À l'inverse, le taux de personnes d'âge supérieur à 60 ans est de 23,3 % la même année, alors qu'il est de 22,5 % au niveau départemental.
En 2018, la commune comptait 255 hommes pour 238 femmes, soit un taux de 51,72 % d'hommes, largement supérieur au taux départemental (48,23 %).
Les pyramides des âges de la commune et du département s'établissent comme suit.
| Hommes | Classe d’âge | Femmes |
| ------ | ------------ | ------ |
| 0,4    | 90 ou +      | 0,9    |
| 6,0    | 75-89 ans    | 7,7    |
| 14,8   | 60-74 ans    | 16,7   |
| 22,5   | 45-59 ans    | 21,5   |
| 18,9   | 30-44 ans    | 17,2   |
| 18,1   | 15-29 ans    | 16,7   |
| 19,3   | 0-14 ans     | 19,3   |

| Hommes | Classe d’âge | Femmes |
| ------ | ------------ | ------ |
| 0,5    | 90 ou +      | 1,4    |
| 5,3    | 75-89 ans    | 8,1    |
| 14,8   | 60-74 ans    | 16,2   |
| 19,1   | 45-59 ans    | 18,4   |
| 19,5   | 30-44 ans    | 18,7   |
| 20,7   | 15-29 ans    | 19,1   |
| 20,2   | 0-14 ans     | 18     |

## Culture locale et patrimoine

### Lieux et monuments
- Mairie de 1849
- Monument aux morts
- Église Saint-Pierre-des-Liens (XIIe siècle, 1680 et XVIIIe siècle). Elle a la particularité rare d'avoir un narthex plus large que la nef qui sert de base à la construction de la tour en 1680[23].
- Chapelle Notre-Dame-de-Bon-Secours (1671 et 1745)
- Chapelle Sainte-Renel (1768 et 1803)
- Kiosque à musique
- Moulin à eau (1600 et fin XIXe siècle). Ce moulin, initialement donné à Nicolas d'Avesnes en 1150, est entièrement reconstruit vers 1600[23].
- Une pierre aux armes sculptées
- Le cimetière de Grand-Fayt héberge une dizaine de tombes de guerre, dont 5 de la Commonwealth War Graves Commission, de soldats morts au début ou à la fin de la guerre 1914-1918[36].

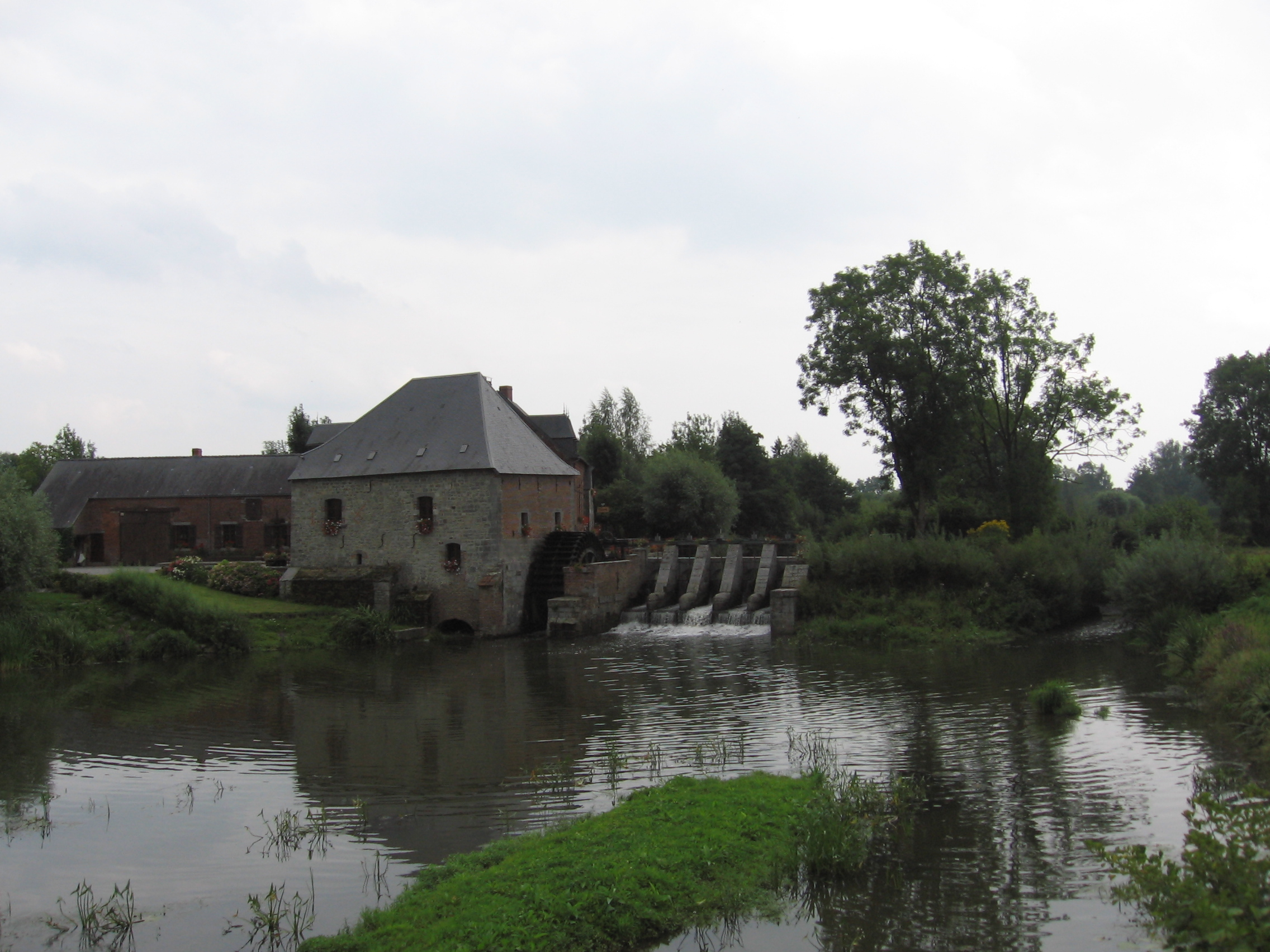
Moulin à eau de Grand-Fayt
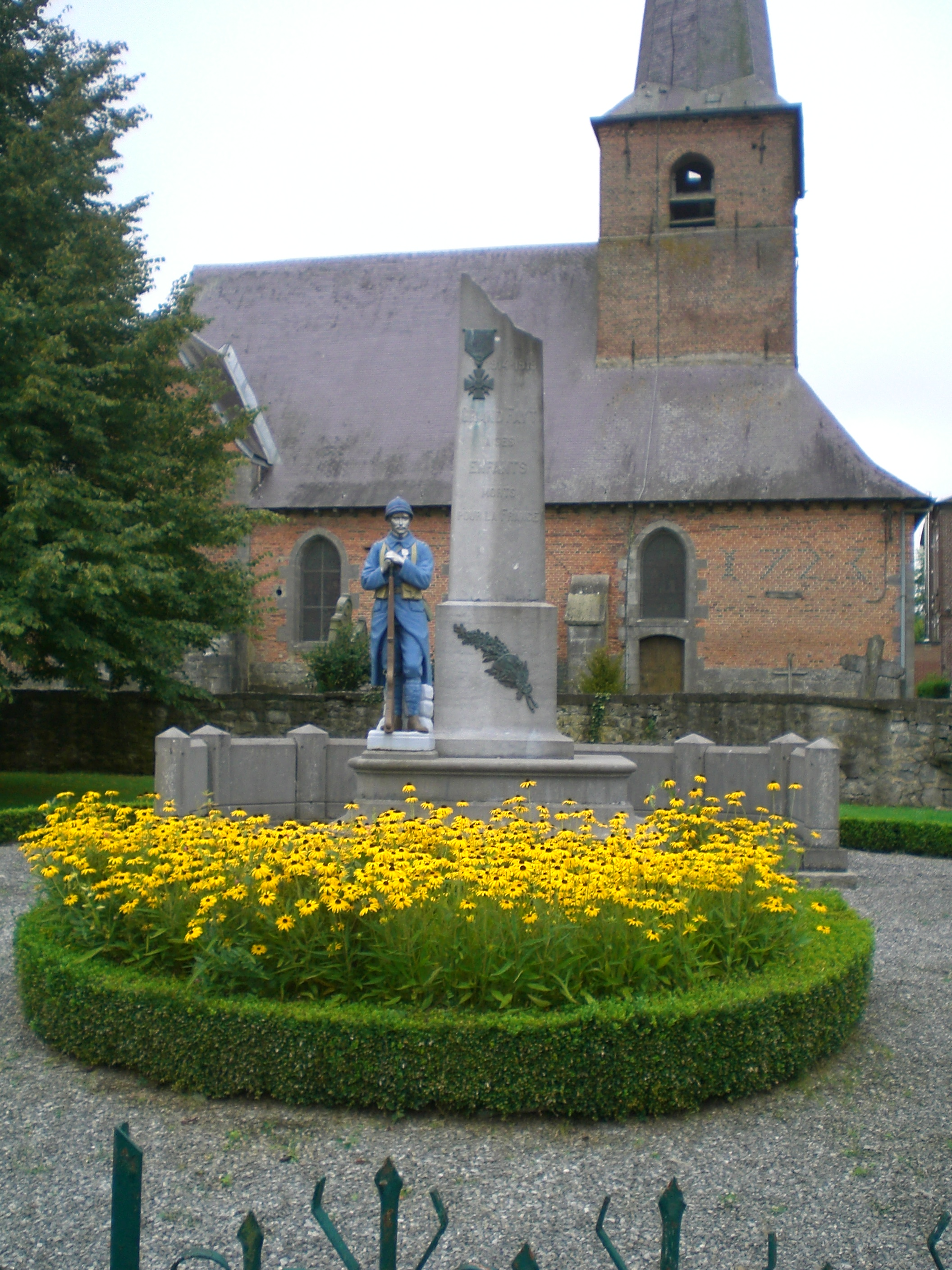
Monument aux morts
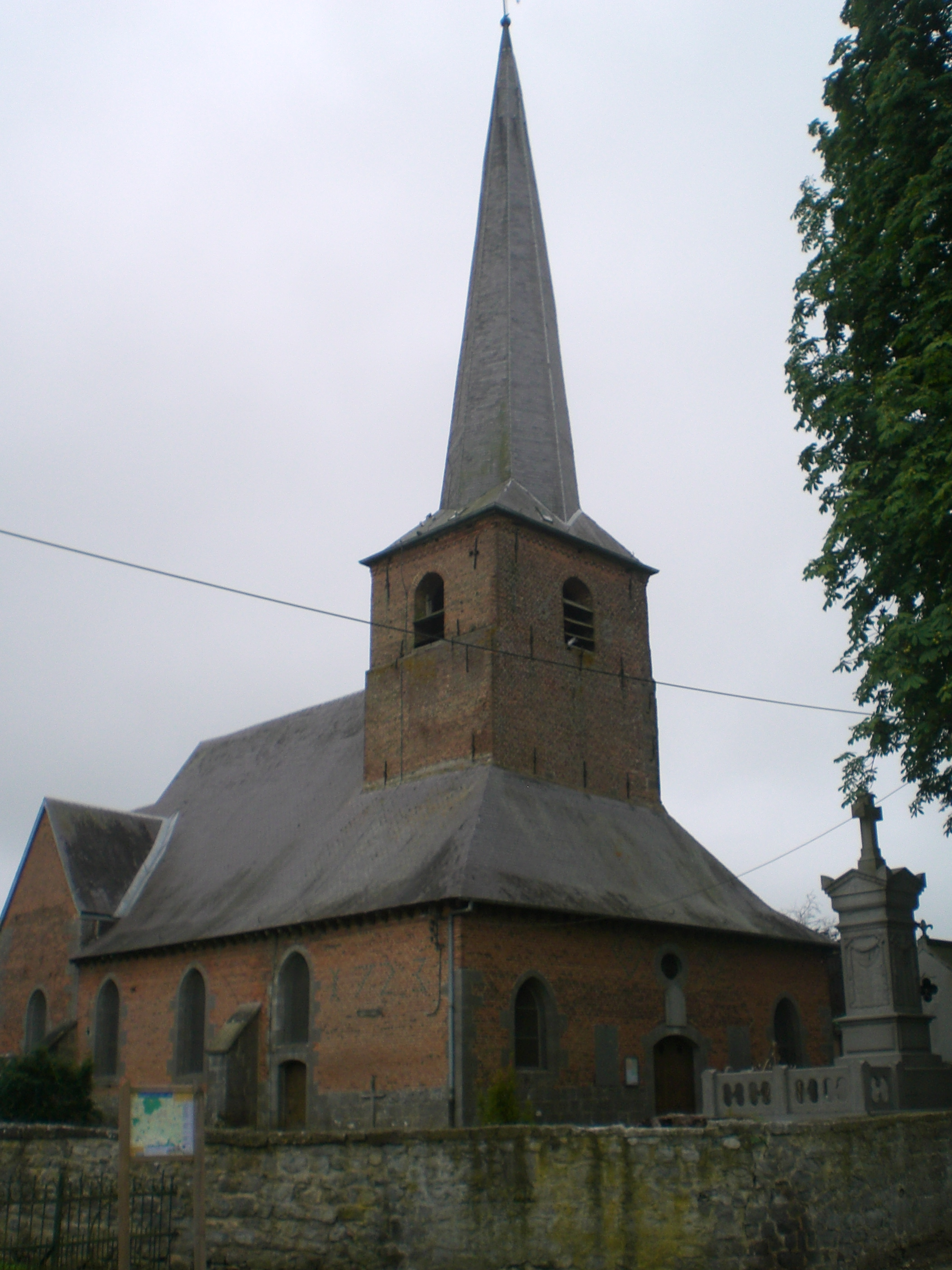
Église Saint-Pierre-des-Liens
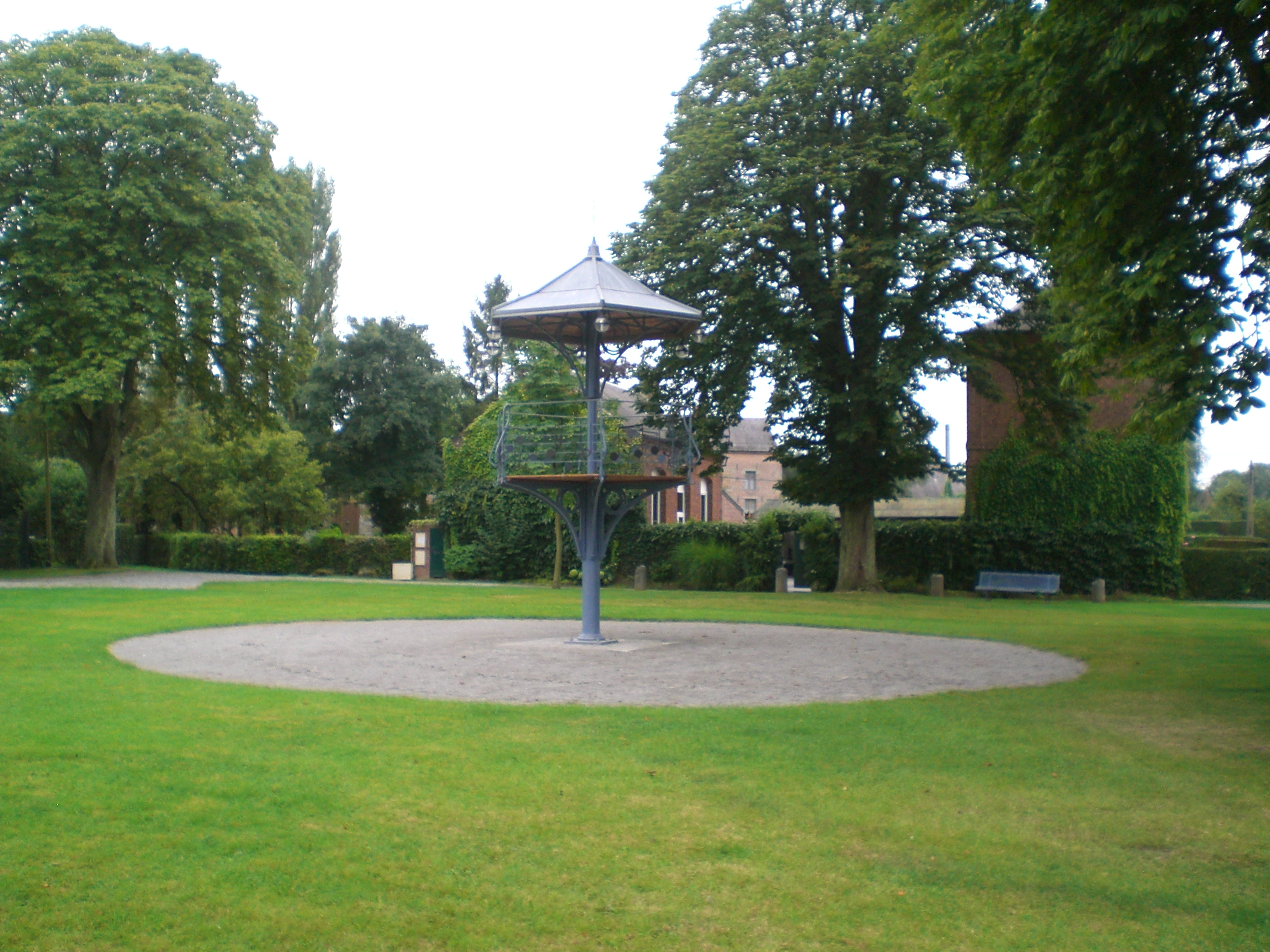
Kiosque à musique
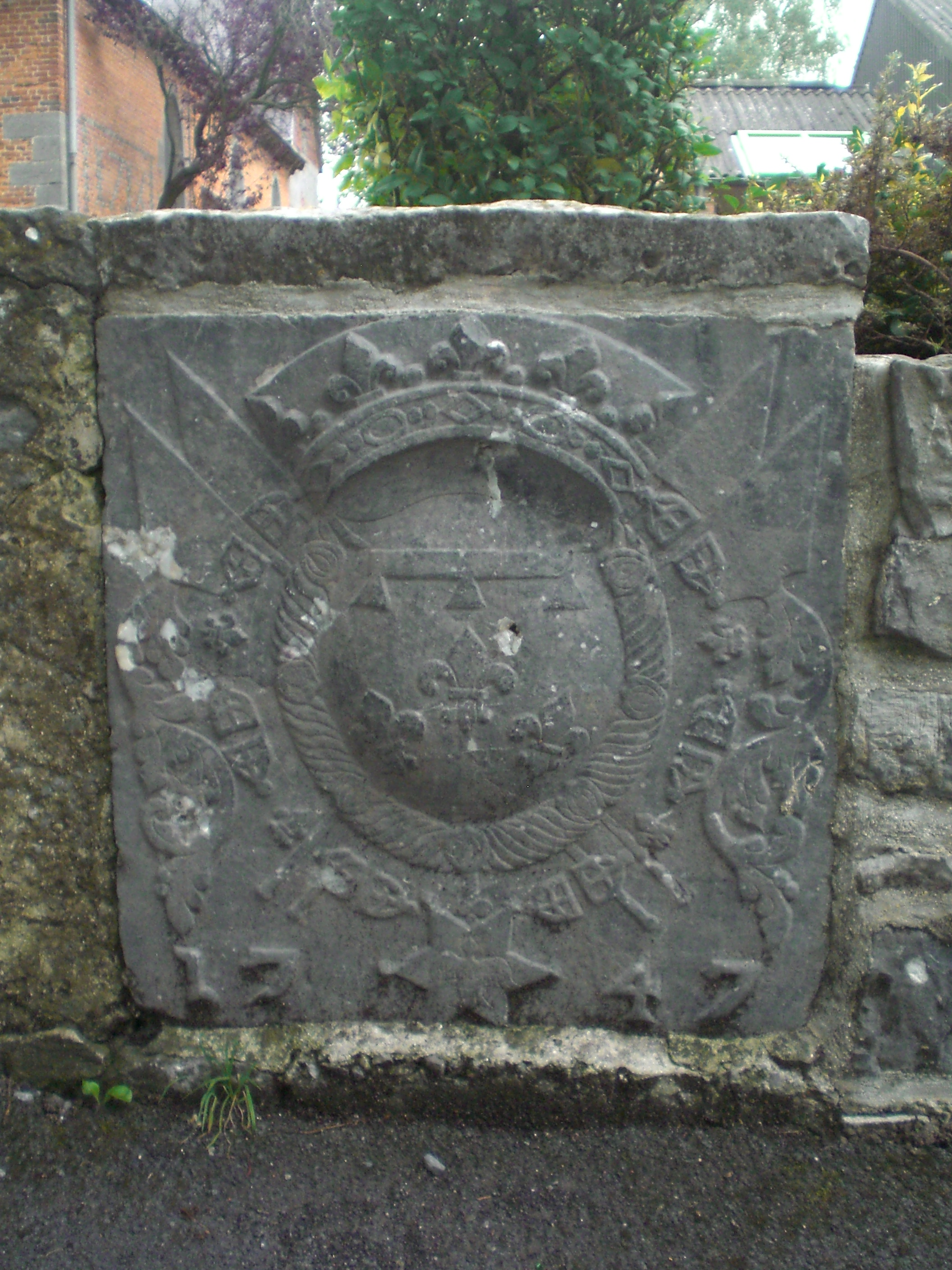
Pierre aux armes sculptés

### Personnalités liées à la commune
- Wédric le Barbu, seigneur d'Avesnes au XIe siècle (né à Avesnes sur Helpe)

### Héraldique
| Blason de Grand-Fayt | Blason  | D'argent à trois fasces de gueules.              |
| Blason de Grand-Fayt | Détails | Le statut officiel du blason reste à déterminer. |

## Pour approfondir